# Josseline Gaël
Josseline Gaël, all'anagrafe Jeannine Augustine Jeanne Blanleuil (Parigi, 4 febbraio 1917 – Saint-Michel, 10 agosto 1995), è stata un'attrice francese.

## Biografia
Specializzata in ruoli comici, è ricordata per il ruolo di Cosette nell'adattamento cinematografico I miserabili (1934) diretto da Raymond Bernard. Nel 1939 ebbe una figlia (Michelle) dall'attore Jules Berry.

## Filmografia

### Cinema
- Un million dans une main d'enfant, regia di Adrien Caillard - cortometraggio (1921)
- Le stigmate, regia di Maurice Champreux e Louis Feuillade (1924)
- Simone, regia di Donatien (1926)
- Une femme a menti, regia di Charles de Rochefort (1930)
- L'Amour chante, regia di Robert Florey (1930)
- Gli amori di mezzanotte (Les amours de minuit), regia di Augusto Genina (1931)
- Le Monsieur de minuit, regia di Harry Lachman (1931)
- Mitternachtsliebe, regia di Carl Froelich e Augusto Genina (1931)
- Tout ça ne vaut pas l'amour, regia di Jacques Tourneur (1931)
- Baleydier, regia di Jean Mamy (1932)
- Pour un sou d'amour, regia di Jean Grémillon (1932)
- Monsieur de Pourceaugnac, regia di Tony Lekain e Gaston Ravel (1932)
- Coeurs joyeux, regia di Hanns Schwarz e Max de Vaucorbeil (1932)
- L'Abbé Constantin, regia di Jean-Paul Paulin (1933)
- Tambour battant, regia di André Beucler e Arthur Robison (1933)
- I miserabili (Les misérables), regia di Raymond Bernard (1934)
- Un uomo d'oro (Un homme en or), regia di Jean Dréville (1934)
- Le Bossu, regia di René Sti (1934)
- Les Hommes de la côte, regia di André Pellenc (1934)
- Le Monde où l'on s'ennuie, regia di Jean de Marguenat (1935)
- Monsieur Sans-Gêne, regia di Karl Anton (1935)
- Jeunes filles à marier, regia di Jean Vallée (1935)
- Pluie d'or, regia di Willy Rozier (1935)
- L'Enfant du Danube, regia di André Alexandre e Károly Lajthay (1936)
- L'uomo fantasma (Monsieur Personne), regia di Christian-Jaque (1936)
- La Madone de l'atlantique, regia di Pierre Weill (1936)
- Puits en flammes, regia di Viktor Turžanskij (1937)
- Un déjeuner de soleil, regia di Marcel Cravenne (1937)
- Ma petite marquise, regia di Robert Péguy (1937)
- Un scandale aux galeries, regia di René Sti (1937)
- Les Deux combinards, regia di Jacques Houssin (1938)
- Le Monsieur de 5 heures, regia di Pierre Caron (1938)
- Les Femmes collantes, regia di Pierre Caron (1938)
- Sposiamoci in otto (Barnabé), regia di Alexander Esway (1938)
- Le Plus beau gosse de France, regia di René Pujol (1938)
- Remontons les Champs-Élysées, regia di Sacha Guitry (1938)
- Grand-père, regia di Robert Péguy (1939)
- Son oncle de Normandie, regia di Jean Dréville (1939)
- Face au destin, regia di Henri Fescourt (1940)
- L'An 40, regia di Fernand Rivers (1941)
- Un chapeau de paille d'Italie, regia di Maurice Cammage (1941)
- Chambre 13, regia di André Hugon (1942)
- La Neige sur les pas, regia di André Berthomieu (1942)
- La mano del diavolo (La main du diable), regia di Maurice Tourneur (1943)
- Une vie de chien, regia di Maurice Cammage (1943)
- Le Soleil de minuit, regia di Bernard-Roland (1943)
- L'Île d'amour, regia di Maurice Cam (1944)
- Coup de tête, regia di René Le Hénaff (1944)